# Váci diadalív
A váci diadalív vagy ahogy a helyiek emlegetik Kőkapu Magyarország egyetlen diadalíve. Mária Terézia tiszteletére épült Isidore Canevale bécsi építész tervei alapján klasszicista és copf stílusban 1764-ben. Migazzi Antal váci püspök rendelte el az építést az uralkodó fogadására. Az anekdota szerint mindössze két hét alatt építették fel, a királynő nem mert kocsijával elhajtatni alatta. Mikor néhány héttel később távozott, látva, hogy még mindig áll, már nyugodtan haladt át alatta. A valóságban a diadalív alapkőletételétől az átadásáig 6 hónap telt el. A szabadon álló építményt ma felújított állapotban, díszkivilágítással szemlélhetik meg a látogatók, miután 2004-et a váci önkormányzat a Kőkapu évének nyilvánította annak építésének 240. évfordulójára, és felújíttatta.

## Elhelyezkedése
A váci diadalív a Vác főterének számító Március 15-e tértől észak felé induló Dózsa György úton áll, a tértől mindössze alig 8-10 percnyi sétára. Építése idején ez a terület a katolikus (püspöki) Vác és a leginkább reformátusok által lakott Kisvác határa volt.  Az utca meglehetősen szűk, a kapu majdnem teljes terjedelmében áthidalja. A Kőkapu boltíve alatt csak 1 jármű fér át, ezért közvetlenül a kapu előtt a két forgalmi sáv kettéválik, a másik sáv, amin az ellentétes irányú forgalom halad, a kapu mellett halad el, majd a két sáv a diadalív után újra összeolvad. A boltív alatt a Március 15-e tér felé lehet haladni.
A diadalív közvetlen szomszédságában a Váci Fegyház és Börtön található, mely felismerhető masszív tömbjéről és a kerítésén húzódó szögesdrótról, míg a másik oldalon régebbi és újabb lakóházak sorakoznak.

## Építése

### Mária Terézia látogatása
A váci diadalív a magyarországi emlékmű-építészet sajátos és egyedülálló alkotása. Hozzá hasonló diadalív az Habsburg Monarchiában csak Innsbruckban található, amit ugyanekkor, 1765-ben emeltek. Felépítését valószínűleg az motiválta, hogy a váci püspök így kívánta hűségéről biztosítani az uralkodót, de az is indok lehetett az építésre, hogy az országban még mindig zajlott a török kor utáni újjáépítés és Vác még nem igazán rendelkezett reprezentatív épületekkel, bár a mai városközpontnak számító Március 15. téren már részben állt, részben épült a Fehérek temploma és az új városháza, akárcsak a középkori falak felhasználásával épített püspöki palota. Így kézenfekvő ötlet lehetett, hogy a térről észak felé kivezető úton építtetik meg a kaput, ott, ahol akkoriban a város határa volt.
Mária Terézia  1764-es látogatásának idejére a kőkapuval szemben egy ideiglenes második díszkaput is felépítettek, és a két kapu közötti utat úgy rendezték el, hogy az uralkodó ne lássa a beépítetlen telkeket és a szegényes házakat. E célból falakat húztak az út két oldalára, amikre építészeti elemeket festettek.
A diadalív elkészítésére Isidore Canevale bécsi udvari építész kapott megbízást, aki a váci székesegyházat is tervezte, az alapkövet 1764. március 2-án tették le, az építést pedig augusztus 20-án fejezték be. A Váci Püspöki Gazdasági Levéltár okmányai szerint a kapu építése 2829 forintba került, ami az új váci székesegyház egyéves építési költségének a felét tette ki.
A diadalív kivitelezésének munkálatait Oswald Gáspár bácsi építész irányította. A munkálatokban részt vett még a faragásokat készítő cseh származású kőfaragó, Chmelik Mátyás, és a bécsi Bechert József, aki a Vácon átfolyó Gombás-patak hídjának szobrait és készítette, valamint a feliratok aranyozását végző Shtolz Antal festő.

## Leírása
A Kőkapu római egynyílású diadalívek mintájára készült, azok közül is a Titus-diadalívhez áll a legközelebb. 
Az építmény kivételes példája annak a késő barokk művészetnek, amit már áthatott az építészetben éppen kialakuló klasszicista szemlélet, és bár a füzéreket tartó sasok és az erős fény-árnyék hatásra számító fogsoros párkány inkább a copf stílusú, a teljes építmény a magyar klasszicizmus legkorábbi példája. A váci diadalív a székesegyház homlokzatával egyetemben az európai ízlés megváltozásának egyik legkorábbi, sőt legelső magyarországi példája.
A diadalív magassága 20 méter, szélessége 12, vastagsága 4 méter. Az ívmagassága 8 méter.
Két hatalmas pillérje csaknem dísztelen, amiket mindkét oldalon negyedpillérek kereteznek. A boltív a negyedpillérekből kiemelkedő párkányokra támaszkodik, amik nyújtott tojássoros frízzel vannak díszítve (kannelúrázva). Ez felett látható egy finoman tagozott párkány, melyen csőrükben virágfüzért tartó sasok láthatóak, amik fölött egy fogazott párkány helyezkedik el. Minderre épül rá a súlyos attika, amit a déli és északi oldalon is egy-egy feliratos márványtábla (titulus) díszít, mellettük az uralkodócsaládnak a lesüllyesztett falsíkjából kiemelkedő tondói, melyeknek eredeti készítőjét nem ismerjük.
A márványtáblák latin felirata a város felőli (déli) oldalon: AETERNAE DOMVI (Az örök háznak), mely az uralkodócsalád örökkévoltára utal, az északi oldal felirata a diadalív emelésének idejét és okát mondja el:

IMP • FRANCISCO I M • THER • AVG • HVN • ET BOH :
 
REG • PIIS FELICIBVS INVICTIS • 

IOSEPHO R • ROM • LEOPOLDO M • ANNAE ET
 
CHRISTIAE R • 

PPBVSOB VACIVM PRAESENTI MAIESTATE 

EORVM TRIDVM 

BEATVM CHRISTOPHORVS S • R • E • CARDINALIS 

A MIGAZZII ARCVM IMAGINIBVS DOMVS AVGVSTATE 

INSIGNEM DICAVIT 

ANNO • M • DCC • LXIV •

Az északi oldalon a hosszabb felirat mellett balra Mária Terézia, jobbra Ferenc császár mellképe látható, míg a déli oldalra a felirat jobb oldaláraFerdinánd és Miksa főherceg, bal oldalára II. József és II. Lipót domborműves portréját helyezték el, akik az építés idején még csak főhercegek voltak.

A kapu közelében helyezték el kőemelvényen Kolodko szobrászművész mini Mária Terézia szobrát.

## Felújításai

### 19-20. század
A diadalív állapota folyamatosan romlott, ezért többször is fel kellett újítani, így építése után 100 évvel, 1863-ban, majd 1890-ben, 1943-ban és 1970-ben.
A II. világháború alatti helyreállítást Vác polgármestere, Karay Kálmán támogatta, ami 1943-ban a Műemlékek Országos Bizottságának anyagi támogatásával történhetett meg. Ennek a helyreállításnak az idején derült ki, hogy bizonyos építészeti elemek nem időtálló anyagból készültek, hanem habarcsból, cserépből, egyéb zúzalékokból és téglából, így teljesen elpusztultak. Az is nyilvánvalóvá vált, hogy az ívben lévő kazetták és a domborművek vörös festése is az építés idejénél későbbi, és valószínűleg azért azért színezték így őket, hogy a portrékat jobban kiemeljék.
Az 1970-ben végzett felújítás során műemlékhez nem illő kőporos vakolt felületeket hoztak létre, amik idővel beszürkültek, 2004-re pedig az autók által felvert csapadék és az alulról felszívott nedvesség miatt az építmény lábazata vizes volt, a vakolat több helyen hiányzott. Az 1970-ben készült restaurálást már a kortársak sem tartották megfelelőnek, a Pest Megyei Hírlapban megjelent cikk szerint „A fekete sasok által tartott füzért ugyanazzal a világosszínnel festették be, mint az egész építményt, a képes és feliratos kőtáblákat kivéve. Ezáltal a mű eredeti művészi kompozíciójának leglényegesebb eleme veszett el.” A szerző továbbá megjegyzi, hogy a füzérnek a falnál sötétebb, de a sasoknál világosabb színnel való kiemelésének eredeti oka az volt, hogy megtörje az építmény egyhangúságát, és az attika súlyosságát, ráadásul a diadalív tájolása miatt arra sem lehet számítani, hogy az árnyék által kiemelkedik a füzér a környezetéből.

### 21. század
2004-ben a diadalív 240 éves fennállását ünnepelte a város, így az év januárjában megkezdődött a Kőkapu újabb felújítása. A munkálatok a művészettörténeti kutatásokkal kezdődtek Bérci László vezetésével.
A helyreállítás során ismét előkerültek profilmaradványok és tagozatlenyomatok vastag vakolathabarcs fedés alól. Ezek rekonstrukciója csak részlegesen volt megoldható. A Kőkapu színezését egy 1861-es akvarellkép alapján sárgával tört fehér színben készítették el, míg az uralkodói család portréi, a feliratos táblák és a tondók vörös márvány utánzat színt kaptak. A sasokat szürkére (kőszínűre) festették és ugyanígy jártak el a profilok esetében is. Az akvarellen látható volt egy zászlórúd is az építmény tetején, ezt szintén visszahelyezték, így ez egyben villámhárítóként is funkcionál. A feliratok aranyozását is pótolták, bár azok az idők folyamán úgy lekoptak, hogy létüket csak egy régi számla bizonyította.
A felújítás során a síkfelületek rendbehozását egyszerű szakipari munkával el lehetett végezni, a javításokat szilikát festékkel végezték. A lábazat és a kődíszek helyreállítását restaurátorok végezték Sütő József kőszobrász-restaurátor vezetésével. Ehhez kőkiegészítő és kőszilárdító anyagokat is használtak, valamint kőfestéket, és a kőfelületeket hidrofóbizálták. A portékat tartalmazó medallionokat márványhatású festékkel festették le. A stukkó anyagú füzéreknél kiderült, hogy azok vázát drótozott faszénrúd alkotta, illetve korábbi rajzokat is használtak egyes díszítő elemek újraalkotásához. Az eredeti felújítási tervekben szerepelt a tetőzet helyreállítása is, de vizsgálat után annak állapotát megfelelőnek találták. A felújítás 2004, november 5-én készült el, az átadás a Kőkapu melletti színpadon felállított ünnepi műsorral koronázták meg. 
A teljes helyreállítási költség 30 000 000 forint volt, ebből a váci önkormányzat 18 000 000, KÖH 12 000 000 forintot állt. A tervezési, művészettörténeti és restaurátori kutatásokat az Állami Műemlékhelyreállítási és Restaurálási Központ Építészeti Osztálya grátisz munkában végezte el. A felújítás tervező-építésze F. Vogel Eszter, a restaurálásért felelős művészettörténész Bérci László (ÁMRK Szakrestaurálási Osztály), a kőrestaurálást Sütő József Munkácsy-díjas kőszobrász restaurátor művész, végezte. A felújítás beruházója és bonyolítója a Műemlékek Állami Gondnoksága.
Következő évben elkészült a diadalív díszkivilágítása is, ami burkolatba süllyesztett illetve a kapu melletti kandeláberekre helyezett világítással történik.